# Basilique civile
Pour les articles homonymes, voir Basilique.

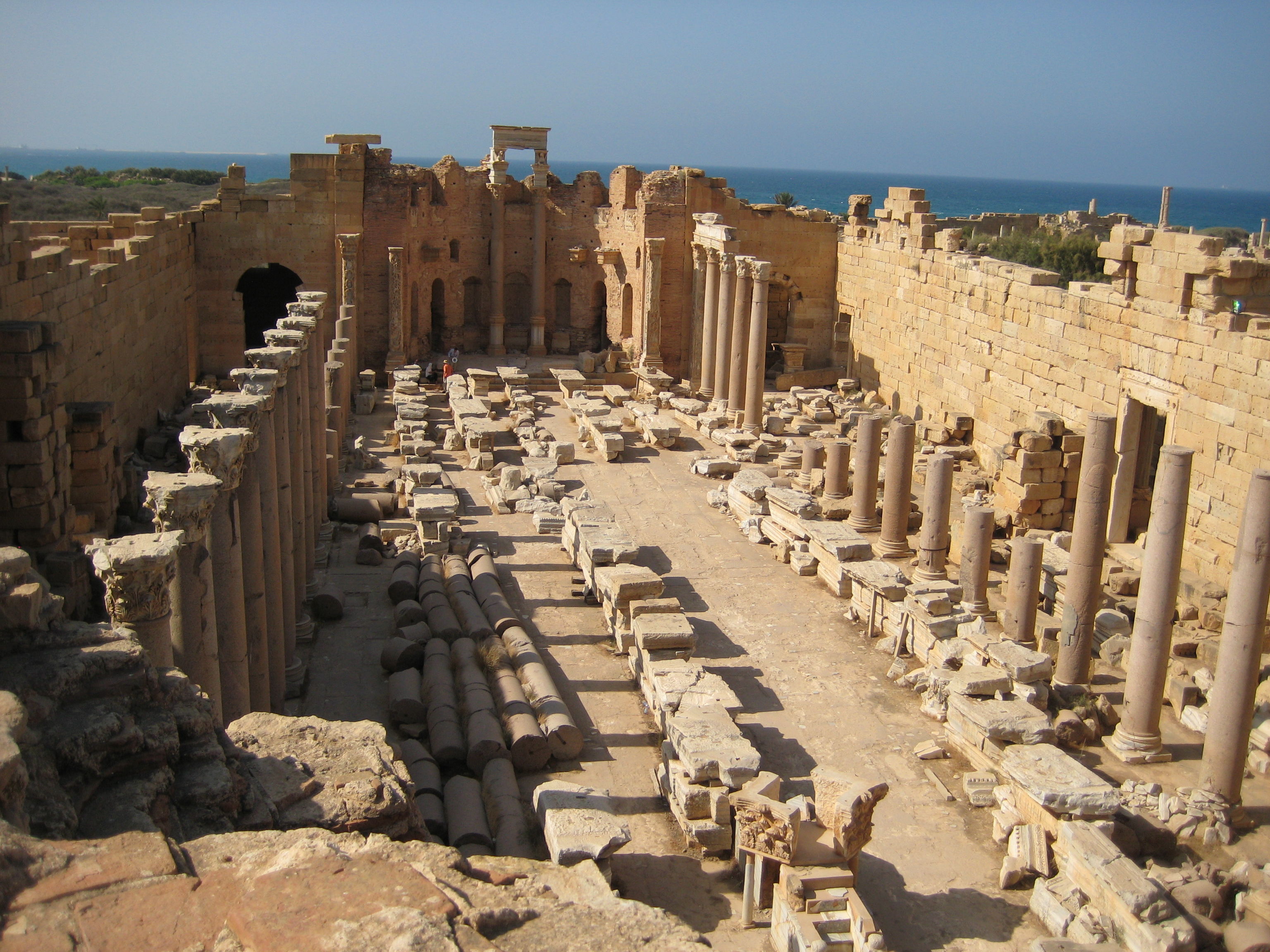
Basilique des Sévères de Leptis Magna.

Une basilique civile, ou simplement basilique (en latin : basilica), désigne durant l'Antiquité un grand édifice public à caractère semi sacré destiné à abriter des audiences judiciaires, des assemblées publiques, accessoirement en périphérie des boutiques commerciales, et des usuriers. 
Ce type de bâtiment offrant un vaste espace couvert apparaît dans l'architecture de la Grèce antique avant d'être intégré et de se développer dans l'architecture romaine, devenant un édifice caractéristique des villes romaines.
Les basiliques antiques n'ont pas les fonctions cultuelles des temples, contrairement aux basiliques chrétiennes. 

## Origine et étymologie

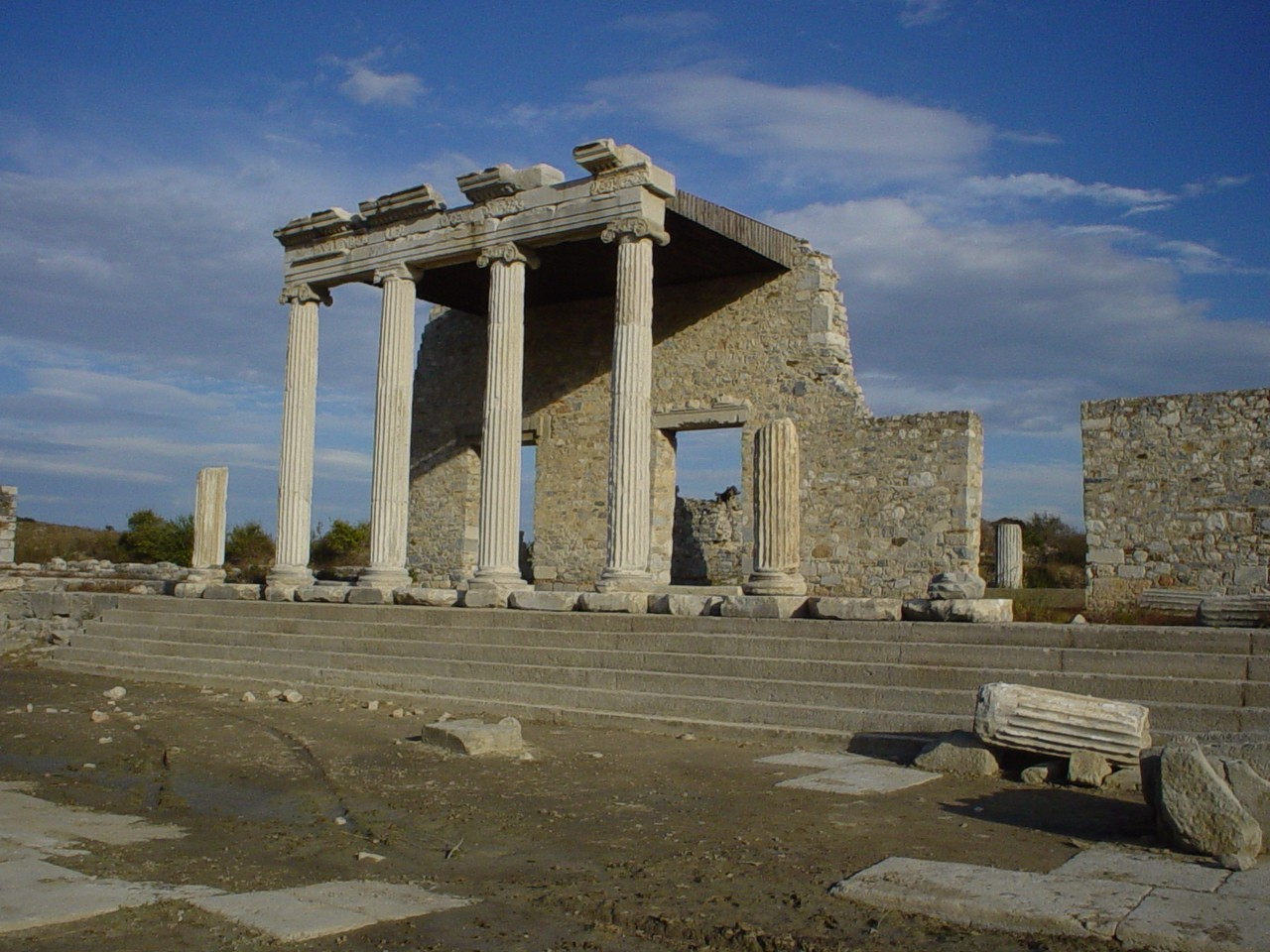
Stoa ionique le long de la Voie Sacrée de Milet.

Le mot « basilique », dérivant du latin basilica, est formé à partir de deux éléments grecs, basileus qui signifie « roi » et le suffixe d’adjectif féminin -ikê. L’expression complète est βασιλικά οἰκία (basilika oikia) signifie « salle royale ». C'était à la fois le lieu où le roi, ou ses représentants, accordaient des audiences publiques ou rendaient la justice, et un lieu d'assemblée publique.
Il s'agit d'une stoa grecque (στοά), espace couvert public destiné à protéger diverses activités des intempéries, qui a acquis une spécialisation fonctionnelle avec le temps, comme la stoa basileios d'Athènes qui est le siège de l'archonte roi. Elle a un portique fermé à l'arrière par un mur plein et s'ouvre en façade par un porche avec une colonnade sur l'espace public (l'agora).

## Basilique romaine
La basilique romaine qui apparaît au cours du IIe siècle av. J.-C. s'inspire et reprend le nom de la stoa basileios.
Dans la Rome antique, la basilique suit la même évolution que la stoa grecque et, initialement prévue comme espace public à l'abri des intempéries, elle finit par se spécialiser dans certaines activités, essentiellement judiciaires, toutes les basiliques romaines servant pour l'administration de la justice. À Rome, les tribuns de la plèbe tiennent leurs audiences dans la basilique Porcia et le tribunal des Centumvirs se réunit dans la basilique Julia. Ce type d'édifice, offrant un vaste espace abrité et dégagé, acquiert une importance particulière à partir du début du IIe siècle av. J.-C., époque à partir de laquelle la plupart des tribunaux l'utilisent dans tout l'Empire. Chaque ville romaine développée possède une basilique, souvent située à proximité immédiate du forum. Des boutiques (tabernae) sont parfois associées aux basiliques romaines, qui s'ouvrent sur l'extérieur comme pour la basilique Aemilia (tabernae novae), ou sur l'intérieur comme pour la basilique Julia. Ces boutiques peuvent abriter les activités des banquiers et des prêteurs sur gage.

### Plan type
La basilique romaine suit habituellement un plan au sol rectangulaire dont au moins une extrémité est occupée par une abside servant de tribunal ou abritant la statue de l'empereur romain. Si la basilique comporte une abside à chaque extrémité, il s'agit d'une basilique à abside double. Les absides, ou exèdres, peuvent être incluses dans le plan rectangulaire ou l'étendre comme dans le cas de la basilique Ulpia. L'intérieur de la basilique est divisée en plusieurs nefs par des rangées de colonnes simples ou doubles. La nef centrale (spatium medium), plus large et occupant presque toute la longueur du plan rectangulaire, est flanquée de nefs latérales (une de chaque côté de la nef centrale pour les basiliques à trois nefs, deux pour les basiliques à cinq nefs) plus étroites (et parfois aussi plus basses) mais tout aussi longues. L'espace peut être couvert par un plafond en charpente ou par un plafond en voûtes supportées par des piliers. La hauteur de la nef centrale excède en principe celle des nefs latérales, permettant l'aménagement de fenêtres dans la partie supérieure des murs latéraux pour illuminer l'espace intérieur. Dans le cas des plus grandes basiliques, la colonnade du rez-de-chaussée est surmontée d'une deuxième colonnade, voire d'une troisième, qui supporte les murs percés de fenêtres. Dans ce cas, les nefs latérales sont surmontées d'un étage qui constitue une galerie donnant sur l'espace central,.

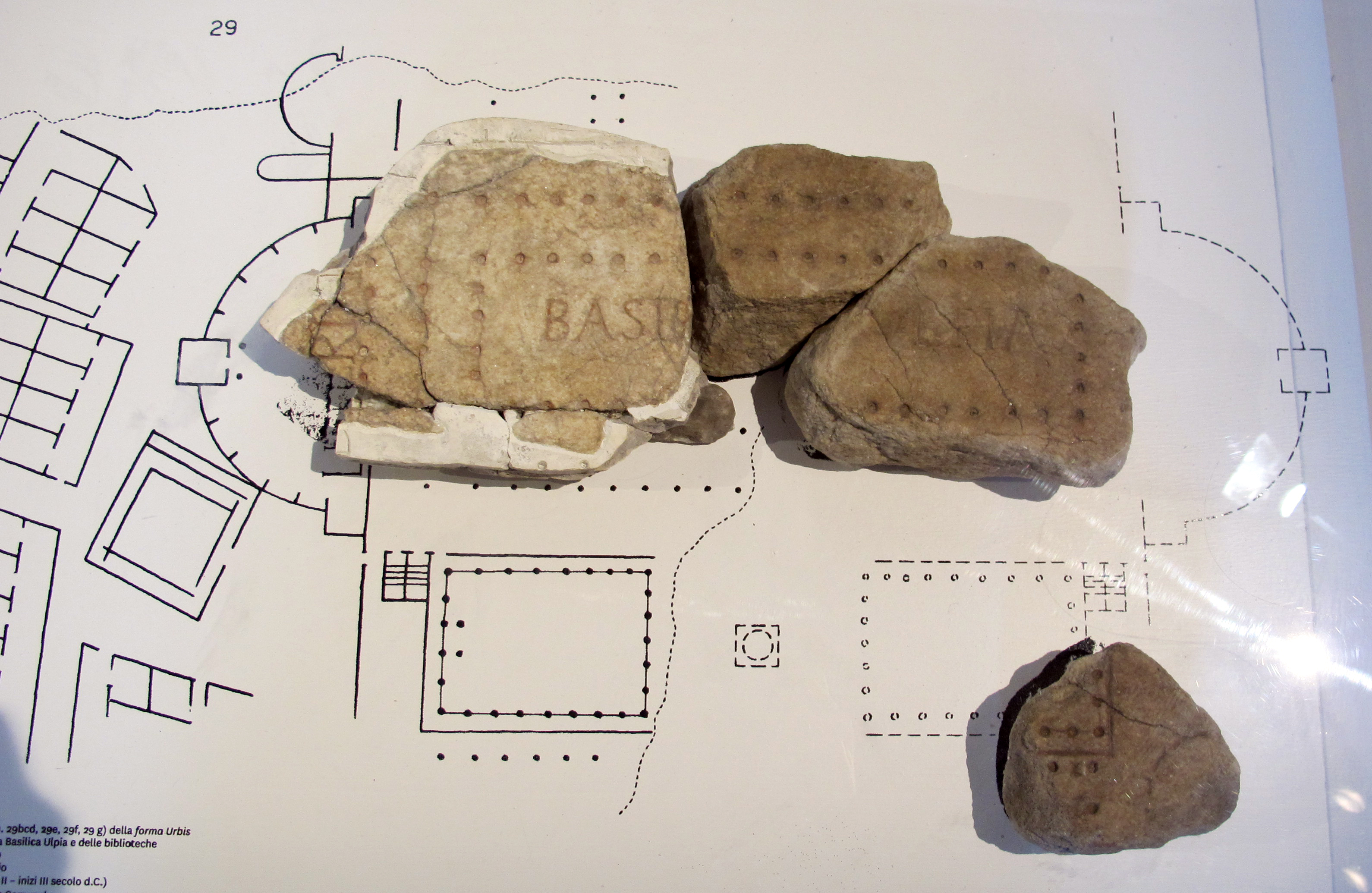
Plan de la basilique Ulpia sur la Forma Urbis.
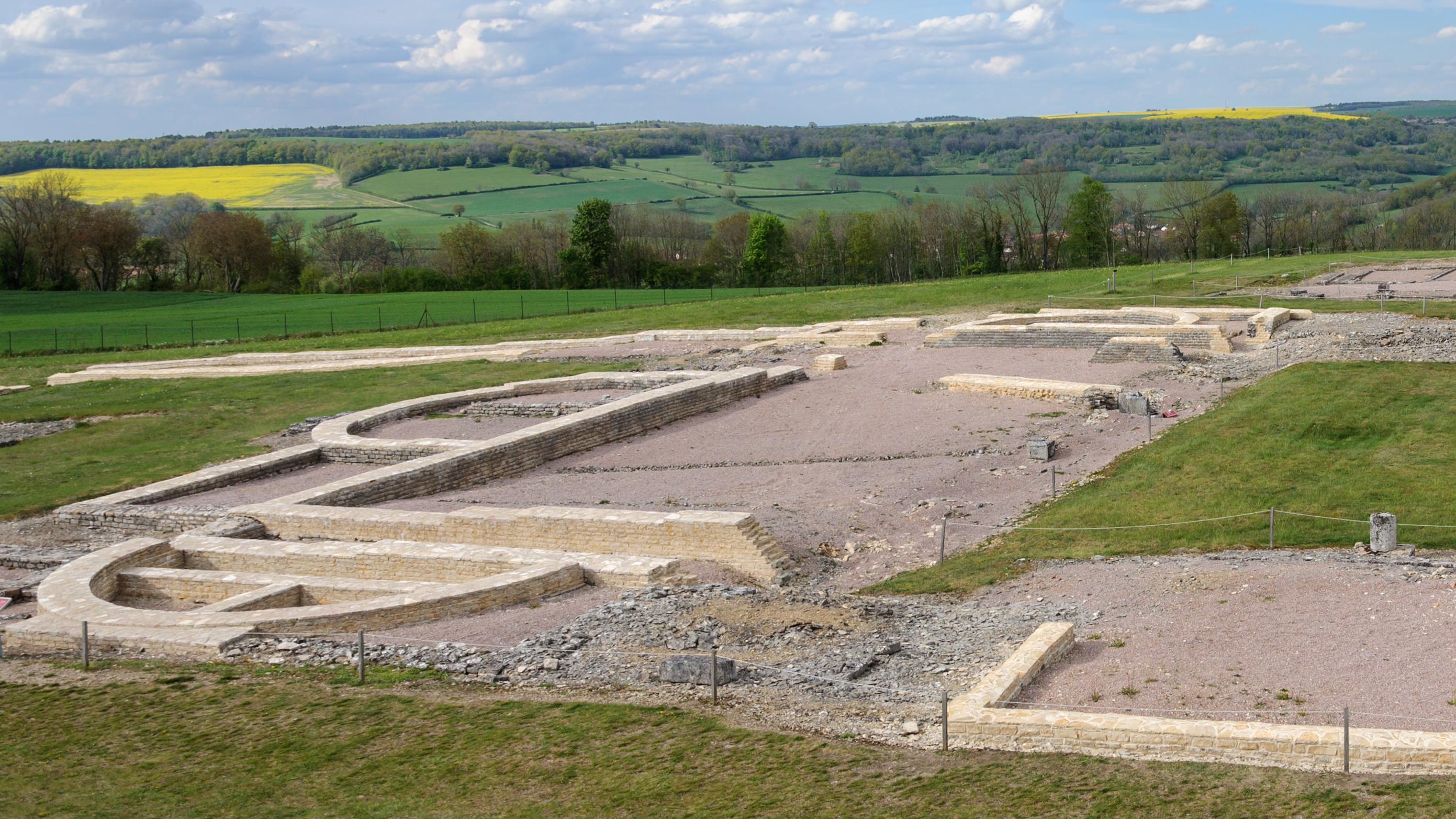
Basilique civile du site archéologique d'Alésia. Les vestiges des murs dessinent le plan du bâtiment.
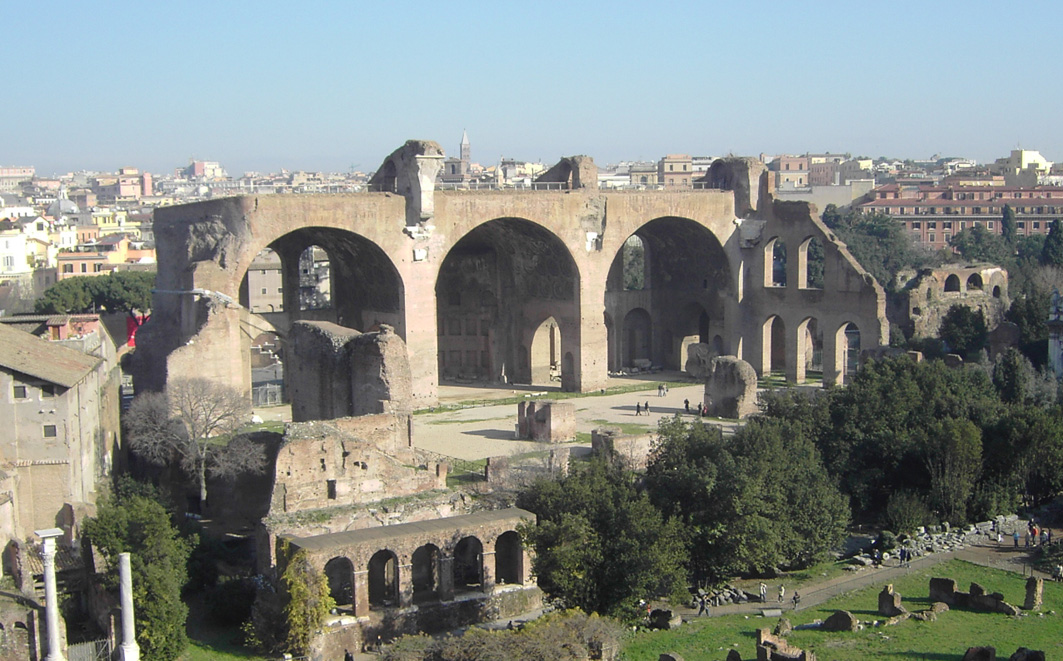
Basilique de Maxence et Constantin à Rome, construite entre le Forum Romain et le Colisée au début du IVe siècle.
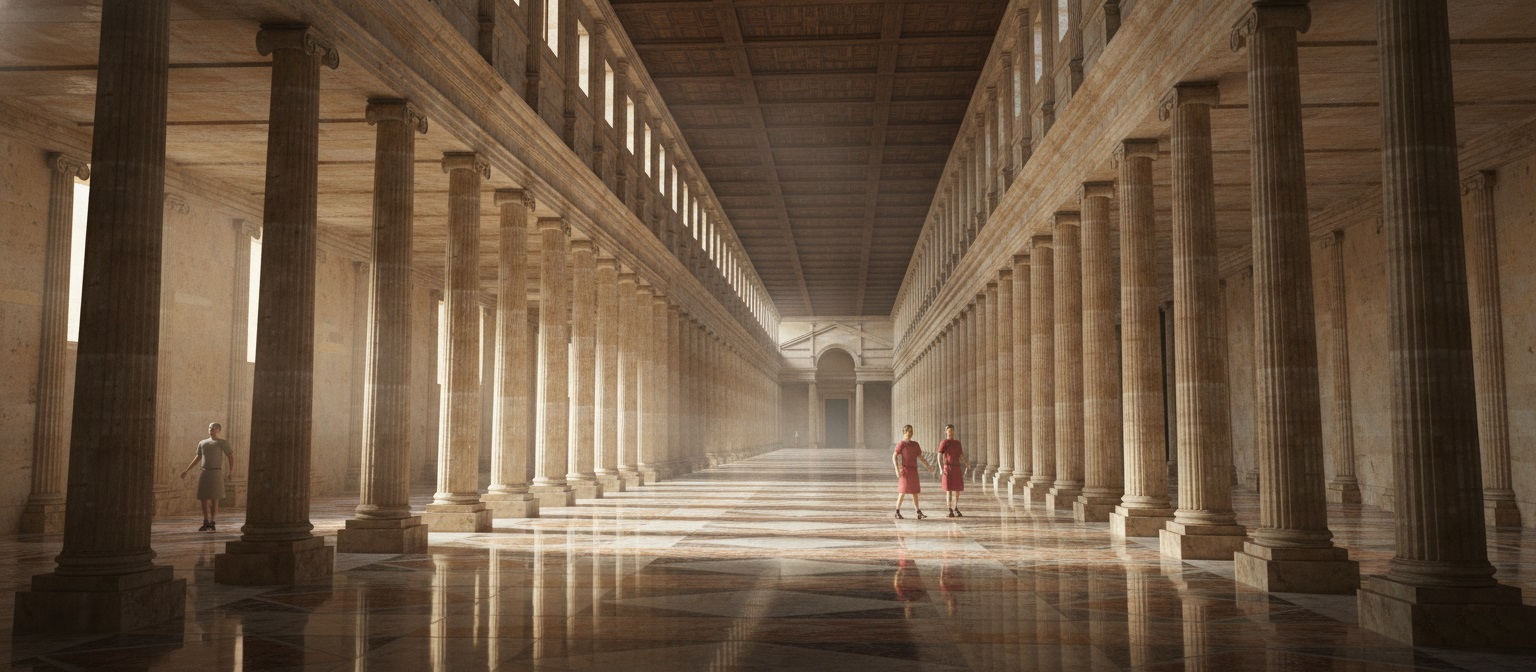
Restitution de la basilique civile d'Aphrodisias (Turquie, fin du ier siècle, remaniée au iiie siècle).

### Basiliques de Rome
Les premières basiliques construites à Rome durant le IIe siècle av. J.-C. s’inspirent du modèle grec tel qu'il a été vu lors des campagnes romaines en Macédoine et en Syrie. Une première basilique, de petites dimensions, est construite sur le Forum Romain, dans la zone occupée plus tard par la partie sud de la basilique Æmilia. Ce premier édifice, daté de la toute fin du IIIe siècle av. J.-C. ne porte pas de nom et est simplement baptisé basilica par les auteurs antiques,. De 184 à 170 av. J.-C., les nouvelles basiliques Porcia, Æmilia et Sempronia construites autour du Forum sont désignées par le nom du censeur commanditaire de leur construction. Ces édifices sont richement décorés grâce aux objets d’art pris sur les royaumes vaincus. L'auteur Polemius Silvius, qui écrit au milieu du Ve siècle de notre ère, donne une liste de onze basiliques pour la ville de Rome,.
| Noms                                                            | Dates                              | Lieux            | Commanditaires                            | Commentaires |
| --------------------------------------------------------------- | ---------------------------------- | ---------------- | ----------------------------------------- | --- |
| Basilique Æmilia Basilica Æmilia                                | 179 av. J.-C.                      | Forum Romain     | M. Æmilius Lepidus et M. Fulvius Nobilior | Appelée aussi Basilica Paulli et Basilica Fulvia.                                                                                        |
| Basilique Alexandrina Basilica Alexandrina                      | Vers 230 ap. J.-C.                 | Champ de Mars    | Sévère Alexandre                          | Projet de construction d'une basilique ne comptant que des colonnades en bordure des Saepta Iulia mais qui n'a pas abouti.               |
| Basilique Argentaria Basilica Argentaria                        | 113 ap. J.-C.                      | Forums impériaux | Trajan                                    | |
| Basilique des Claudii Basilica Claudii                          | ?                                  | ?                | ?                                         | Citée par Polemius Silvius mais inconnue par ailleurs.                                                                                   |
| Basilique Floscellaria Basilica Floscellaria                    | ?                                  | ?                | ?                                         | Basilique de dimensions modestes abritant des activités en rapport avec les fleurs.                                                      |
| Basilique Hilariania Basilica Hilariania                        | Vers 150 ap. J.-C.                 | Caelius          | M. Poplicius Hilarus                      | Abrite des marchands de perles et lieu de réunion d'un collège de prêtres dévoués au culte de Cybèle.                                    |
| Basilique Julia Basilica Iulia                                  | 46 av. J.-C.                       | Forum Romain     | Jules César puis Auguste                  | Remplace la Basilica Sempronia. |
| Basilique Julia Aquiliana Basilica Iulia Aquiliana              | Milieu du Ier siècle av. J.-C. (?) | ?                | Caius Aquilius Gallus (?)                 | Mentionnée par Vitruve, sa construction a été attribuée à Caius Aquilius Gallus en l'honneur de Jules César, sans certitude.             |
| Basilique de Junius Bassus Basilica Iunii Bassi                 | 331 ap. J.-C.                      | Esquilin         | Junius Annius Bassus                      | |
| Basilique de Matidia et Marciana Basilica Matidiae et Marcianae | Vers 120 ap. J.-C.                 | Champ de Mars    | Hadrien                                   | Citée par Polemius Silvius et les catalogues régionnaires, il s'agit peut-être d'une section du portique entourant le temple de Matidia. |
| Basilique de Maxence et Constantin Basilica Constantini         | Vers 310 ap. J.-C.                 | Velia            | Maxence puis Constantin Ier               | Appelée également Basilica Nova ou Basilica Constantiniana.                                                                              |
| Basilique de Neptune Basilica Neptuni                           | 25 av. J.-C.                       | Champ de Mars    | Marcus Vipsanius Agrippa                  | |
| Basilique Opimia Basilica Opimia                                | 121 av. J.-C.                      | Forum Romain     | Lucius Opimius                            | |
| Basilique Porcia Basilica Porcia                                | 184 av. J.-C.                      | Forum Romain     | Caton l'Ancien                            | Plus ancienne basilique romaine. |
| Basilique Sempronia Basilica Sempronia                          | 170 av. J.-C.                      | Forum Romain     | Tibérius Sempronius Gracchus l'Ancien     | Détruite puis remplacée par la Basilica Iulia.                                                                                           |
| Basilique Ulpia Basilica Ulpia                                  | 112 ap. J.-C.                      | Forums impériaux | Trajan                                    | |
| Basilique Vascellaria Basilica Vascellaria                      | ?                                  | ?                | ?                                         | Basilique de dimensions modestes abritant les marchands de vaisselles de table en métal.                                                 |
| Basilique Vestilia Basilica Vestilia                            | ?                                  | ?                | ?                                         | Basilique de dimensions modestes abritant des activités en rapport avec les vêtements.                                                   |

## Basiliques chrétiennes
Le plan de la basilique civile romaine a servi de modèle à la fin de l'Antiquité pour la construction des premières églises chrétiennes, d'où l'utilisation du terme « basilique » pour désigner certaines églises depuis l'époque de Constantin. Le mot continue de désigner des édifices religieux d'une importance particulière, sans pour autant remplir les fonctions d'une cathédrale, qui bénéficient de privilèges particuliers.